# 酒屋まろ吉
酒屋 まろ吉（さかや まろきち、1965年4月15日 - ）は、日本の三味線奏者。広島県出身。修道高等学校出身。三味線奏者・都々逸を唄うミュージシャンとして活動。
2011年5月に広島県福山市に移住した事をきっかけに、祖母の三味線を形見として受け、三味線を始めた。
以降、ドラマー・酒井まろ（元BEE PUBLIC）とは別に、酒屋まろ吉として三味線及び都々逸活動を始める。2013年以降は毎月2〜5回、全国津々浦々のお座敷で弾き唄う。
ミュージシャン、俳優の吉川晃司とは中学生時代（修道中学校・高等学校）からの同級生で、吉川晃司のレコーディングやライブにドラマーとして参加したことがある。

## 主な経歴
2012年
- 3月2日 - 渋谷GULTYにて初舞台。イベント「あいかわらずなヴォクら」に出演。
- 3月9日 - 大阪ベガーズバンケットにて原田喧太LIVEにゲスト出演。
- 3月19日 - 広島JUKEにてhk-styleLIVEにゲスト出演。
- 4月22日 - 宮城県気仙沼市にて被災地支援イベントに出演。
- 11月3日 - 広島的場町の「包丁一閃 仕事人」にて“hk style&酒屋まろ吉の夕べ”を開催。オフィシャルグッズ・まろ吉手ぬぐいを発表。

2013年
- 4月19日、福山市鞆の浦で行われた花魁絵巻の出し物として、酒屋まろ吉独演会を開催。
- 9月1日 - 東京湾から隅田川を遊覧しながら三味線を楽しむ「まろ吉舟遊び」を開催（2014年4月1日に2回目を開催）。
- 9月19日 - 福山城主、水野勝成公の生誕記念イベントのトリで都々逸を演じ、勝成公直系のご子孫令嬢から直接、礼を賜る。同日、まろ吉手ぬぐい2作目を発表。

2014年
- 5月17日 - 福山市「福山ばら祭」に出演。
- 11月1日・2日 - 福岡県久留米市、「くるめ街かど音楽祭」石橋文化センターステージ、他3ヶ所に出演。
- 12月27日 - 中目黒・bar雷神にて忘年独演会。定員を超える来客を記録。

2015年
- 1月1日 - 福山ミュージックファクトリーにて年明け直後の独り舞台で都々逸を披露。
- 1月3日 - 福山船町の「肴蔵」にて新年独演会。定員を超す来客となる。
- 1月4日 - 広島FMはつかいちの番組「さのっちパラダイス」にて酒屋まろ吉2時間特番が放送される。ゲストに箏奏者の木原朋子 () を迎える。